# Redondela
Redondela là một đô thị trong tỉnh Pontevedra, Galicia, Tây Ban Nha. Dân số năm 2005 là 29.863.

## Parroquia
- Cabeiro
- Cedeira
- Cesantes
- Chapela
- Negros
- Quintela
- Reboreda
- Redondela
- Saxamonde
- Trasmañó
- Ventosela
- Vilar de Infesta
- O Viso